# Franc Erjavec (zdravnik)
Franc Erjavec, slovenski zdravnik in farmakolog, * 28. april 1925, Ljubljana, † 13. avgust 2004, Ljubljana.
Erjavec je leta 1952 diplomiral na Medicinski fakulteti v Ljubljani in prav tam 1963 tudi doktoriral. Erjavec se je nato strokovno izpopolnjeval v Gradcu, Nancyju, Parizu, Londonu in Oxfordu. Leta 1972 je postal redni profesor na Medicinski fakulteti v Ljubljani in predstojnik Inštituta za farmakologijo in eksperimentalno toksikologijo. Dr. Erjavec je bil v obdobju med 1969 do 1973 dekan MF v Ljubljani, predsednik slovenskega (1978-96) ter med leti 1973-77 in 1988-91 predsednik Jugoslovanskega farmakološkega društva. V raziskovalnem delu pa se je ukvarjal z organsko in kemično farmakologijo. Posmrtno mu je bil podeljen naziv zaslužnega profesorja ljubljanske univerze (2004).